# Rombach-le-Franc
Rombach-le-Franc település Franciaországban, Haut-Rhin megyében. Lakosainak száma 785 fő (2022. január 1.). Rombach-le-Franc Sainte-Croix-aux-Mines, Lièpvre, Lubine, Breitenau, Fouchy, Neubois, Urbeis és La Vancelle községekkel határos.

## Népesség
A település népessége az elmúlt években az alábbi módon változott:
| Lakosok száma | 825  | 801  | 811  | 780  | 773  | 771  | 776  | 780  | 785  |
|               | 2013 | 2015 | 2016 | 2017 | 2018 | 2019 | 2020 | 2021 | 2022 |